# Graanzuiger

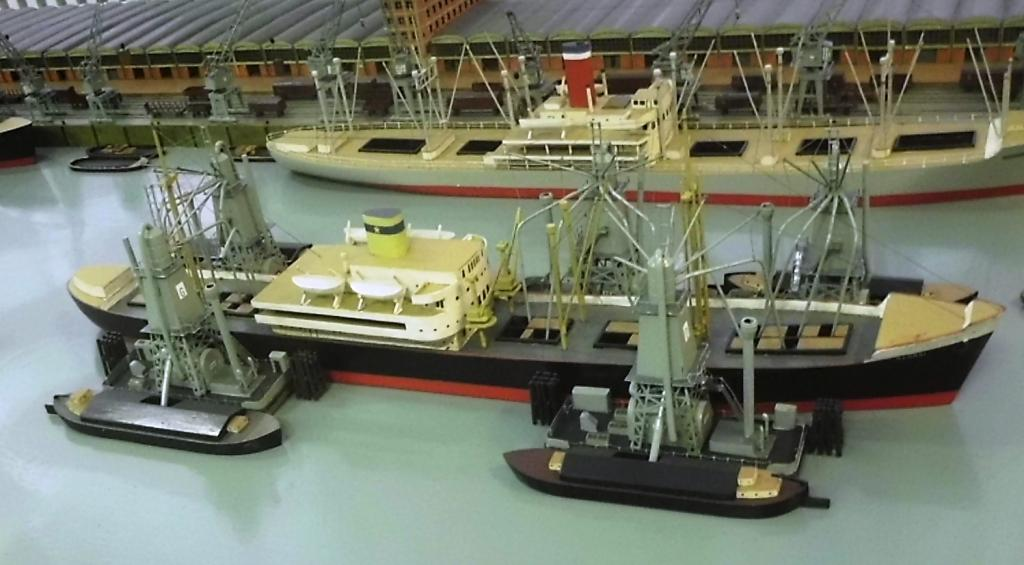
Zeeschip met vijf graanzuigers

Graan overslaan aan de Graanpier in de Botlek, Rotterdam

Met een graanzuiger worden graan en derivaten geladen en gelost. In de haven worden drijvende zuigers elevator genoemd. Bekend zijn vooral de drijvende graanelevatoren waarmee vooral in de 20e eeuw de lading vanuit de zeeschepen direct in de binnenvaartschepen werd overgeslagen. Na 1955 kwamen er steeds meer rijdende walelevatoren (pneumaten) in gebruik.

## Werking
Een graanzuiger is een machine die graan, of andere losse lading met een laag soortelijk gewicht, zuigt uit de ruimen van een schip. Boven op de toren staat de recipiënt. Vacuümpompen zuigen de lucht uit de recipiënt waardoor er onderdruk ontstaat. Via de zuigbuizen die in het graanschip zijn gezakt, stroomt lucht naar binnen en het graan wordt hierin meegevoerd naar de recipiënt. Eenmaal in de recipiënt wordt stof en ander materiaal, zoals zand of steentjes, verwijderd en blijft het graan achter. Via een luchtsluis zakt het graan naar de bovenbunker. Door een klep open te schuiven valt het graan in een weegschaal. Als de schaal vol is wordt de klep gesloten en de toevoer van graan stopt. De weger noteert de afgemeten hoeveelheid en laat de weegschaal leeglopen door een klep aan de onderzijde van de schaal te openen. Het graan valt nu via een afstortbuis naar een binnenschip of naar een graansilo op de wal. Het in productie nemen van deze technologie leidde tot veel protesten van de vakbonden, zoals in de Rotterdamse Haven in 1907.
Rijdende walelevatoren staan op een pier en storten hun product op lange lopende banden, die het naar verticale lopende banden brachten en dan via redlers of naar een silo, of gelijk weer naar een wachtend binnenschip aan een kleine andere pier. 
Graanzuigers worden anno 2010 bij de overslag in havens nauwelijks meer gebruikt. Kranen met een grote capaciteit, tot 50 ton per hijs, hebben de rol van de zuigers overgenomen.